# Laterza (Apulien)
Laterza (im lokalen Dialekt Latérzə) ist eine süditalienische Gemeinde (comune) mit 14.761 Einwohnern (Stand 31. Dezember 2023) in der Provinz Tarent in Apulien. Laterza liegt etwa 48 Kilometer nordwestlich von Tarent, 23 Kilometer östlich von Matera und etwa 55 Kilometer südlich von Bari.

## Geschichte
Im Gemeindegebiet sind Reste einer Nekropole aus der Zeit um 2000 vor Christus vorhanden. Später waren es die Peuketier, die hier siedelten. Der Name selbst geht vermutlich auf griechische Siedler zurück, die den Ort nach dem mythischen Laertes benannten.

## Sehenswürdigkeiten

### Kirchen
- Chiesa Madre S. Lorenzo Martire (15. Jahrhundert)
- Santa Maria della Grazia (12. Jahrhundert)
- Chiesa Purgatorio (18. Jahrhundert)
- Chiesa von Santa Maria della Vittoria
- Chiesa Madonna dei Miracoli
- Chiesa Heiligen Philomena
- Chiesa Sant ' Antonio
- Kapuziner-Kloster (S. Maria Degli Angeli) 16. Jahrhundert
- Chiesa San Carlo

### Gravina von Laterza
Gravina von Laterza ist eine tiefe Erosionsschlucht. Die Schlucht führt aus der Stadt Laterza und erstreckt sich über 12 km mit vielen Windungen und ist an einigen Stellen mehr als zweihundert Meter tief bei einer Breite von bis zu vierhundert Metern. Ihre teilweise sehr steilen, fast senkrechten Wände werden als natürliche Kletterwand genutzt. Sie ist auch die Heimat einiger endemischer Tierarten, die die Höhlen in den Wänden bewohnen und vom schwer zugänglichen Talgrund profitieren.

## Verkehr
Nicht weit entfernt liegt die Autostrada A14 von Bologna nach Tarent. Durch die Gemeinde selbst führt die Staatsstraße 7, deren vorletztes Stück von Matera nach Tarent führt. Der nächste Bahnhof liegt in Matera.